# Ludwig Reiner (Agrarwissenschaftler)

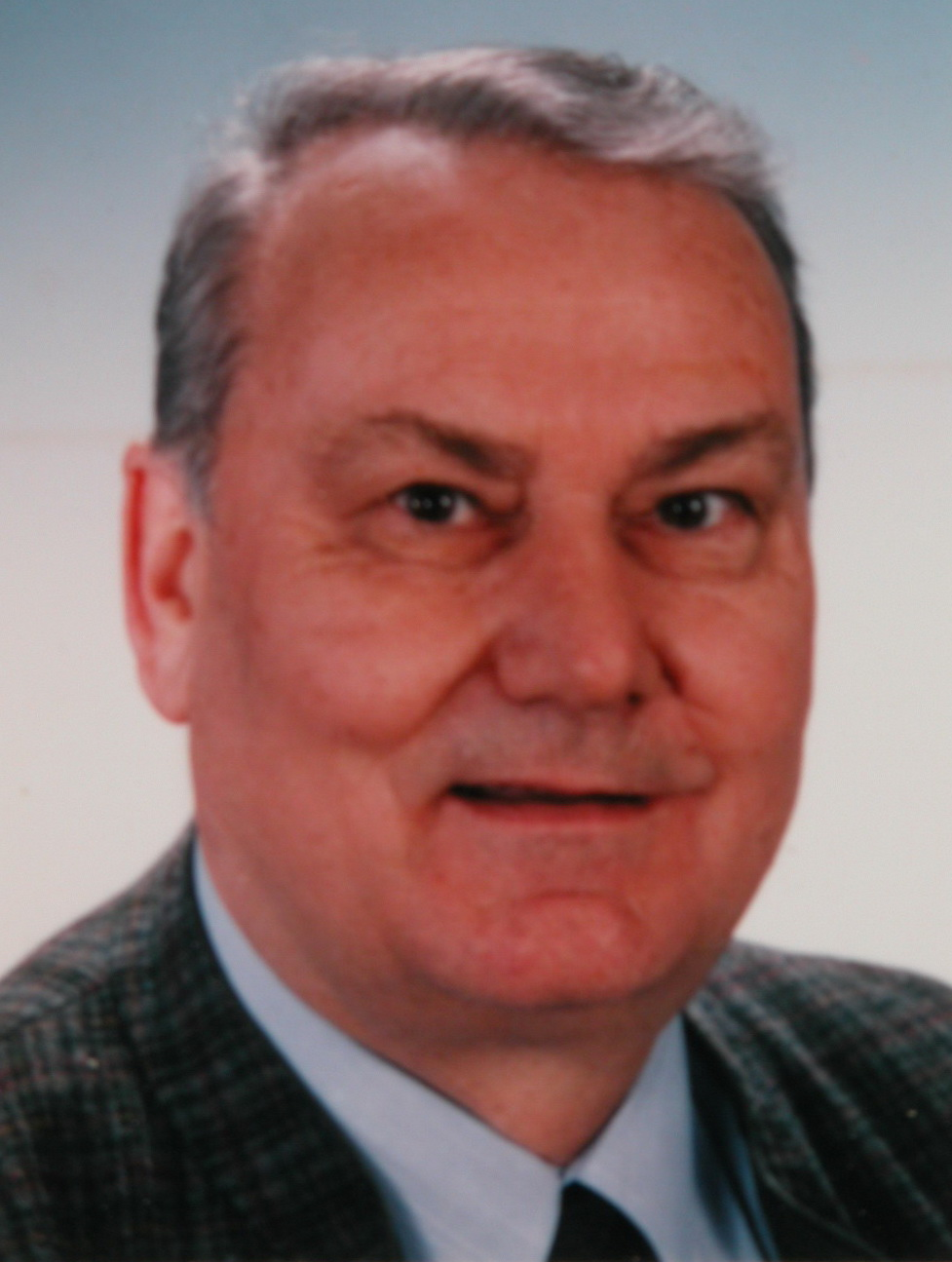
Ludwig Reiner (2006)

Ludwig Reiner (* 29. Januar 1937 in Riedlhütte, Landkreis Freyung-Grafenau, Bayerischer Wald; † 6. März 2023 in Freising) war ein deutscher Agrarwissenschaftler und Hochschullehrer. Er lehrte von 1977 bis 2002 an der Technischen Universität München (TUM) in Weihenstephan und gilt als Pionier der Agrarinformatik in Deutschland.

## Leben und Wirken
Nach der landwirtschaftlichen Ausbildung einschließlich Besuch landwirtschaftlicher Fachschulen studierte Ludwig Reiner ab 1959 Landwirtschaft (Agrarwissenschaften) an den Hochschulen in Hohenheim und Weihenstephan (TU München) mit dem Diplomabschluss als Dipl.-Ing. agr. im Jahr 1961. In Hohenheim wurde er Mitglied des Corps Germania. Am Institut für Pflanzenbau in Weihenstephan wurde er im Jahre 1964 mit der Entwicklung eines neuen Laborverfahrens zur Ermittlung der Brauqualität von Gerste von der TU München zum Dr. agr. promoviert. Im Rahmen dieses Promotionsprojektes entwickelte er eine Mikromälzungsanlage, die er mit Erfolg als Patent anmelden konnte.
Ludwig Reiner war von 1965 bis 1969 als Assistent am Institut für Pflanzenbau der Universität Bonn tätig. Als begeisterter Nutzer des Rechenzentrums erwarb er sich die Grundlagen für seine Kenntnisse und Fähigkeiten in der elektronischen Datenverarbeitung; das Fachgebiet Informatik gab es damals noch nicht. Er erkannte damals das Potential dieser neuen Technik für die Agrarforschung und speziell den Pflanzenbau. Unter anderem entwickelte er in Bonn umfangreiche FORTRAN-Programme zur Auswertung der pflanzenbaulichen Landessortenversuche, die mehr als zwei Jahrzehnte in der deutschen Versuchsberichterstattung eingesetzt wurden. 
Im Jahr 1969 kehrte Ludwig Reiner nach Weihenstephan zurück, habilitierte sich im Fach Pflanzenbau und wurde 1977 zum Professor für Landwirtschaft der TU München ernannt. Er legte mit der Gründung der Lehreinheit Ackerbau und Versuchswesen, später folgerichtig in Lehreinheit Ackerbau und Informatik im Pflanzenbau umbenannt, das Fundament für die erfolgreiche Schule der Weihenstephaner Agrarinformatiker. An seiner Forschungs- und Lehreinheit in Weihenstephan wurden mehr als 100 Diplomarbeiten, 34 Promotionen und zwei Habilitationen betreut.
Eine beachtliche Anzahl seiner zahlreichen Schüler ist heute in verantwortlichen Positionen auf nationaler und internationaler Ebene tätig. Besonders zu erwähnen ist dabei Anton Mangstl und die frühere Zentralstelle für Agrardokumentation und -information (ZADI) in Bonn-Bad Godesberg und als Vizerektor der Deutsch-jordanischen Universität in Amman, Jordanien. Ab Mitte der 1970er Jahre entwickelte Ludwig Reiner mit seinem Team das pflanzenbauliche Informationssystem (ISPLANZ) mit Feldversuchsdaten aus dem gesamten Bundesgebiet für unterschiedliche landwirtschaftliche Kulturarten.
Die Feldversuche wurden durch Erhebungen auf Feldern landwirtschaftlicher Betriebe mit Hilfe der neu entwickelten Schlagkartei ergänzt. In zahlreichen Diplom- und Doktorarbeiten wurden diese Daten für wissenschaftliche Untersuchungen genutzt. Der Wissenstransfer von ISPFLANZ in Beratung und Praxis wurde durch eine im DLG-Verlag erschienene Buchreihe ermöglicht. Ein weiterer Schwerpunkt war die gemeinsam mit seiner Arbeitsgruppe vorangetriebene Entwicklung von Planungs- und Prognoseverfahren für eine umweltschonende Landwirtschaft.
Bereits zu Beginn der 1980er Jahre wurde der EDV-Düngeplan in Beratung und Praxis eingeführt. Es folgte die Entwicklung von Prognosemodellen im Pflanzenschutz. Die Arbeitsgruppe beschäftigte sich auch intensiv mit pflanzenbaulichen Modellen und wissensbasierten Systemen. Die Idee, den EDV-Düngeplan an ein Labor anzubinden, führte 1986 in Weihenstephan zur Gründung von AGROLAB. Die AGROLAB-Group ist heute eine europaweit tätige Laborgruppe mit 1.400 Mitarbeitern in 21 Niederlassungen (Stand 2017). Sie bietet Analytik für die Bereiche Agrar, Umwelt, Wasser und Lebensmittel an und ist hier eines der größten Labors in Europa. Täglich werden etwa 10.000 Proben mit bis zu 800 Einzelparametern untersucht. Auszeichnungen und Preise (Stand 2017): „Großer Preis des Mittelstands“, (2016); „Bayerns Best 500“, (2015) zum vierten Mal; „European Best 500“ (2010, 2012, 2013); „Entrepreneur of the Year“ (2013, 2016).
Einen Höhepunkt in Ludwig Reiners Berufsleben war die Gründung der Gesellschaft für Informatik in der Land-, Forst- und Ernährungswirtschaft (GIL), die er 1980 gemeinsam mit einer kleinen Gruppe von Mitstreitern gründete. Die GIL war die erste wissenschaftliche Gesellschaft ihrer Art in Europa mit großem Vorbildcharakter für zahlreiche Neugründungen in anderen Ländern.

### Lehre und Veröffentlichungen (Auswahl)
Ludwig Reiner hat als Autor, Mitautor und Herausgeber zahlreiche Publikationen verfasst oder maßgeblich an ihrer Erstellung mitgewirkt. Beispielsweise: Probleme der Braugerstenzüchtung in Europa (1975), Wintergerste aktuell (1977, 1979), Winterroggen aktuell (1979, 1980), Weizen aktuell (1981), Hafer aktuell (1982, 1983), Barley Varieties (1985), Informationsverarbeitung Agrarwissenschaft (Buchreihe 1980–1993, 14 Bände). An seiner Forschungs- und Lehreinheit in Weihenstephan sind mehr als 100 Diplomarbeiten, 34 Promotionen und zwei Habilitationen betreut worden.
Das vom Bundesforschungsministerium geförderte Projekt Nutzung von Datenbanken in der Landwirtschaft konnte gemeinsam mit dem Verlag Eugen Ulmer die Schriftenreihe Informationsverarbeitung Agrarwissenschaft, später Agrarinformatik einrichten.
Besondere Beachtung fanden seine Arbeiten zur Wiederentdeckung der Bayerischen Rübe.

### Familie
Ludwig Reiner, Sohn von Rosa Reiner, geborene Burghart, und des Landwirts Josef Reiner, war katholisch und mit Edeltraud Reiner, geborene Maier, verheiratet. Er lebte mit ihr in Freising und hatte zwei Söhne (Jörg und Bernd Reiner).

## Ehrungen und Auszeichnungen
- 2020 Ehrenmitglied der Gesellschaft für Informatik in der Land-, Forst- und Ernährungswirtschaft (GIL)